# Copa EuroAmericana de 2015
A Copa EuroAmericana de 2015 é um torneio de futebol internacional, de caráter amistoso, que foi disputado de 28 de maio a 1 de agosto.[1] O patrocinador e organizador da competição foi a plataforma de televisão a cabo DirecTV, que transmitiu todas as partidas através de seu canal DIRECTV Sports. Outros canais de televisão também puderam transmitir os jogos que foram disputados em seu país.
A CONMEBOL, com maior número de clubes participantes, representada por Deportivo Cali, Barcelona de Guayaquil, Peñarol e San Lorenzo, venceu a competição por um placar geral de 3 a 1, batendo a UEFA, representada por Espanyol e Málaga.

## Forma de disputa
Todos os jogos são disputados dentro das regras do futebol. Em caso de empate após os 90 minutos, é disputado uma prorrogação em dois períodos de 15 minutos cada, e se continuar empatado, o campeão será definido através de disputa de pênaltis. A confederação do time vencedor de cada partida é premiado com um ponto, e a confederação com maior número de pontos será a campeã.

## Participantes
| Confederação | Time                   | Títulos nacionais recentes           | Desempenho continental recente                  |
| ------------ | ---------------------- | ------------------------------------ | ----------------------------------------------- |
| CONMEBOL     | Deportivo Cali         | Torneio Apertura de 2015             | Copa Sul-Americana de 2014 – Segunda fase       |
| CONMEBOL     | Barcelona de Guayaquil | Serie A Equatoriana de 2012          | Copa Libertadores de 2015 – Segunda fase        |
| CONMEBOL     | Peñarol                | Campeonato Uruguaio 2012–13          | Copa Sul-Americana de 2014 – Oitavas de final   |
| CONMEBOL     | San Lorenzo            | Torneo Inicial de 2013               | Copa Libertadores de 2015 – Segunda fase        |
| UEFA         | Espanyol               | Copa del Rey de 2005–06              | Copa da UEFA de 2006–07 – Vice campeão          |
| UEFA         | Málaga                 | Segunda Divisão Espanhola de 1998–99 | Liga dos Campeões de 2012–13 – Quartas de final |

## Estádios
| Buenos Aires           | Cali                   | Guayaquil          | Montevideo         |
| ---------------------- | ---------------------- | ------------------ | ------------------ |
| Estádio Pedro Bidegain | Estádio Deportivo Cali | Estadio Monumental | Estadio Centenario |
| Argentina              | Colômbia               | Equador            | Uruguai            |
| Capacidade: 43.995     | Capacidade: 55.000     | Capacidade: 70.000 | Capacidade: 60.235 |
|                        |                        |                    |                    |

## Vitórias
| América do Sul 3 | Europa 1 |

## Jogos
| 28 de maio    | Barcelona de Guayaquil | 1 – 0 | Espanyol | Estádio Monumental, Guayaquil |
| 19:30 (UTC-5) | Vera 60'               | Ficha |          | Árbitro: EQU Ómar Ponce       |

| 26 de julho   | Deportivo Cali                           | 3 – 2 | Málaga                | Estádio Deportivo Cali, Cali                       |
| 17:00 (UTC-5) | Casierra 48' · Benedetti 58' · Ángel 85' | Ficha | Charles 16' · Čop 60' | Público: 15 000 Árbitro: COL Juan Pontón Rodríguez |

| 30 de julho   | San Lorenzo | 0 – 0 | Málaga | Estádio Pedro Bidegain, Buenos Aires |
| 20:30 (UTC-3) |             | Ficha |        |                                      |

|                                             |       | Penalidades                       |  |
| Elizari Fontanini Barbaro Kalinski Prósperi | 4 – 3 | Juanpi Recio Duda Tissone Charles |  |

| 1 de agosto   | Peñarol   | 1 – 3 | Málaga                           | Estadio Centenario, Montevideu |
| 15:00 (UTC-3) | Ifrán 23' | Ficha | Čop 72' · Duda 82' · Rosales 88' | Árbitro: URU Jonathan Fuentes  |

## Artilharia
2 gols (1)
- Čop (Málaga)

1 gol (8)
| - Charles (Málaga) - Mateo Casierra (Deportivo Cali) - Miguel Ángel (Deportivo Cali) - Nicolás Benedetti (Deportivo Cali) | - Washington Vera (Barcelona de Guayaquil) - Duda (Málaga) - Diego Ifrán (Peñarol) - Roberto Rosales (Málaga) |